# 祥云钟鼓楼
钟鼓楼位于云南省大理白族自治州祥云县祥城镇，坐落于祥云古城中心，为东西南北4条街的交汇点，是祥云县的标志性建筑。

## 历史
钟鼓楼始建于明洪武十九年（1386年），明清多次重修，民国五年（1916年）有过修葺，“文革”中受到破坏，楼内名人字画及门窗、梁头等处的装饰被毁，1986年县政府拨款维修。钟鼓楼上原设有钟鼓及滴漏用于报时。
1936年4月19日凌晨，中国工农红军第二军团六师18团在团长成钧、政委杨秀山指挥下攻占祥云县城，钟鼓楼为其制高点。

## 现状
钟鼓楼通高约25米，分为4层，下两层为方形，上两层为八边形。最下层长11.15米，立4根木柱，门洞贯通四方街道，各门洞上有石匾一方，东为“辉联东壁”，南为“彩焕南云”，西为“瑞启西垣”，北为“恩承北阙”。第二层四面开圆窗。上两层四方开窗，另4个侧方绘以假窗，檐柱外另加擎檐柱支撑屋顶。各层檐瓦为琉璃黄瓦，顶端为葫芦顶。

## 保护
1983年5月30日公布为第一批祥云县文物保护单位，2003年12月28日与东城门一同公布为第六批云南省文物保护单位，2021年1月22日公布为云南省第一批不可移动革命文物。